# Atletiek op de Olympische Zomerspelen 2016 – 5000 meter vrouwen
De 5000 meter vrouwen op de Olympische Zomerspelen 2016 in Rio de Janeiro vond plaats op 16 augustus (halve finales) en 19 augustus 2016 (finale). Regerend olympisch kampioene was Meseret Defar uit Ethiopië.

## Records
Voorafgaand aan het toernooi waren dit het wereldrecord en het olympisch record.
| Wereldrecord     | Tirunesh Dibaba | 14.11,15 | Oslo   | 6 juni 2008       |
| Olympisch record | Gabriela Szabó  | 14.40,79 | Sydney | 25 september 2000 |

## Uitslagen
De volgende afkortingen worden gebruikt:
- Q - Gekwalificeerd door eindplaats
- q - Gekwalificeerd door eindtijd
- DNF Niet aangekomen
- PB Persoonlijke besttijd
- SB Beste seizoenstijd van een atleet

### Ronde 1
De eerste vijf atleten plaatsten zich direct voor de finale (Q), daarnaast gingen de drie tijdssnelsten door (q).

#### Serie 1
| Rang | Atlete                    | Land | Tijd     | Opmerkingen |
| ---- | ------------------------- | ---- | -------- | ----------- |
| 1    | Hellen Obiri              | KEN  | 15.19,48 | Q           |
| 2    | Yasemin Can               | TUR  | 15.19,50 | Q           |
| 3    | Mercy Cherono             | KEN  | 15.19,56 | Q           |
| 4    | Shelby Houlihan           | USA  | 15.19,76 | Q           |
| 5    | Susan Kuijken             | NED  | 15.19,96 | Q, SB       |
| 6    | Madeline Heiner Hills     | AUS  | 15.21,33 | q           |
| 7    | Miyuki Uehara             | JPN  | 15.23,41 | q, SB       |
| 8    | Ababel Yeshaneh           | ETH  | 15.24,38 | q           |
| 9    | Juliet Chekwel            | UGA  | 15.29,07 |             |
| 10   | Laura Whittle             | GBR  | 15.31,30 |             |
| 11   | Louise Carton             | BEL  | 15.34,39 |             |
| 12   | Kim Conley                | USA  | 15.34,39 |             |
| 13   | Jessica O'Connell         | CAN  | 15.51,18 |             |
| 14   | Lucy Oliver               | NZL  | 15.53,77 |             |
| 15   | Sharon Firisua            | SOL  | 18.01,62 |             |
| 16   | Beatrice Kamuchanga Alice | COD  | 19.29,47 |             |
|      | Dalila Aldulkadir         | BRN  | DNS      |             |

#### Serie 2
| Rang | Atlete                    | Land | Tijd     | Opmerkingen |
| ---- | ------------------------- | ---- | -------- | ----------- |
| 1    | Almaz Ayana               | ETH  | 15.04,35 | Q           |
| 2    | Senbere Teferi            | ETH  | 15.17,43 | Q           |
| 3    | Vivian Cheruiyot          | KEN  | 15.17,74 | Q           |
| 4    | Karoline Bjerkeli Grøvdal | NOR  | 15.17,83 | Q           |
| 5    | Eilish McColgan           | GBR  | 15.18,20 | Q           |
| 6    | Eloise Wellings           | AUS  | 15.19,02 | q, SB       |
| 7    | Genevieve LaCaze          | AUS  | 15.20,45 | q, PB       |
| 8    | Stephanie Twell           | GBR  | 15.25,90 |             |
| 9    | Misaki Onishi             | JPN  | 15.29,17 |             |
| 10   | Mimi Belete               | BRN  | 15.29,72 |             |
| 11   | Andrea Seccafien          | CAN  | 15.30,32 |             |
| 12   | Ayuko Suzuki              | JPN  | 15.41,81 |             |
| 13   | Stella Chesang            | UGA  | 15.49,80 |             |
| 14   | Jennifer Wenth            | AUT  | 16.07,02 | q           |
| 15   | Nikki Hamblin             | NZL  | 16.43,61 | q           |
| 16   | Abbey D'Agostino          | USA  | 17.10,02 | q           |
|      | Bibiro Ali Taher          | CHA  | DNF      |             |

### Finale
| Rang   | Atlete                    | Land | Tijd     | Opmerkingen |
| ------ | ------------------------- | ---- | -------- | ----------- |
| Goud   | Vivian Cheruiyot          | KEN  | 14.26,17 |             |
| Zilver | Hellen Obiri              | KEN  | 14.29,77 |             |
| Brons  | Almaz Ayana               | ETH  | 14.33,59 |             |
| 4      | Mercy Cherono             | KEN  | 14.42,89 |             |
| 5      | Senbere Teferi            | ETH  | 14.43,75 |             |
| 6      | Yasemin Can               | TUR  | 14.56,96 |             |
| 7      | Karoline Bjerkeli Grøvdal | NOR  | 14.57,53 |             |
| 8      | Susan Kuijken             | NED  | 15.00,69 |             |
| 9      | Eloise Wellings           | AUS  | 15.01,59 |             |
| 10     | Madeline Heiner Hills     | AUS  | 15.04,05 |             |
| 11     | Shelby Houlihan           | USA  | 15.08,89 |             |
| 12     | Genevieve LaCaze          | AUS  | 15.10,35 |             |
| 13     | Eilish McColgan           | GBR  | 15.12,09 |             |
| 14     | Ababel Yeshaneh           | ETH  | 15.18,26 |             |
| 15     | Miyuki Uehara             | JPN  | 15.34,97 |             |
| 16     | Jennifer Wenth            | AUT  | 15.56,11 |             |
| 17     | Nikki Hamblin             | NZL  | 16.14,24 |             |
| –      | Abbey D'Agostino          | USA  | DNS      |             |